# Fejjel a bajnak
A Fejjel a bajnak (eredeti cím: First Daughter) 2004-ben bemutatott romantikus filmvígjáték-dráma, melyet Forest Whitaker rendezett. A forgatókönyvet Jerry O’Connell és Jessica Bendinger alaptörténetéből Bendinger és Kate Kondell írta.
A 20th Century Fox által 2004. szeptember 24-én bemutatott film pénzügyileg és kritikailag is megbukott.

## Cselekmény
Samantha McKenzie (Katie Holmes) 18 éves, és főiskolára készül. Mint sok korabeli lány, ő is szeretné élvezni az otthonától és a szüleitől távol szerezhető élményeket. De Samantha nem olyan, mint a többi lány, mert az ő otthona a Fehér Ház, apja (Michael Keaton) az Egyesült Államok elnöke. Samantha testőrök nélkül szeretne órákra járni, akik állandóan követik őt, bárhová is megy.
Hogy elégedettebbé tegye és egyúttal megvédje őt, egy fiatal titkosszolgálati ügynököt bíznak meg azzal, hogy adja ki magát diáknak, ezzel álcázva a jelenlétét. James Lansome (Marc Blucas) lesz Samantha kollégiumi diáktanácsadója, és a két fiatal apránként összebarátkozik, mígnem egymásba szeretnek.
Amikor megpróbálják elrabolni Samet, James megmenti őt, ekkor Sam rájön, hogy James titkos ügynök. Sam megpróbálja féltékennyé tenni, de ezzel csalódást okoz apjának. Végül újra találkoznak, és Sam visszamegy a főiskolára.

## Szereplők
| Színész         | Szerep                         | Magyar hang     |
| --------------- | ------------------------------ | --------------- |
| Katie Holmes    | Samantha Mackenzie             | Zsigmond Tamara |
| Marc Blucas     | James Lansome, titkos ügynök   | Schmied Zoltán  |
| Amerie          | Mia Thompson                   | Köves Dóra      |
| Michael Keaton  | Mackenzie elnök, Samantha apja | Háda János      |
| Margaret Colin  | Melanie Mackenzie              | Orosz Anna      |
| Lela Rochon     | Liz Pappas                     |                 |
| Forest Whitaker | narrátor                       | Bozai József    |